# Hato Corotú
Hato Corotú è un comune (corregimiento) della Repubblica di Panama situato nel distretto di Mironó, comarca di Ngäbe-Buglé. Si estende su una superficie di 21,1 km² e conta una popolazione di 2.134 abitanti (censimento 2010).